# The Curious Savage
The Curious Savage (traducida al español como La desconcertante señora Savage) es una obra de teatro del dramaturgo estadounidense John Patrick, estrenada en 1950.

## Argumento

### Acto I
La obra comienza con los cinco residentes de un sanatorio esperando la llegada de un nuevo residente. Cada uno de ellos padece una pequeña dolencia: Fairy Ma, una chica normal que tiene dificultad para distinguir la fantasía de la verdad, ve a sí misma como una persona de gran belleza. Jeff (concertista de piano y militar veterano) cree que fue deformado horriblemente en la guerra, a pesar de que sobrevivió al accidente aéreo que mató a todos sus hombres sin un rasguño. Florence acuna a muñeca como si fuera su hijo de 5 años de edad (que había muerto en la infancia). Hannibal (un estadístico que enloqueció tras perder su trabajo al ser sustituido por un ordenador y no encontrar trabajo de nuevo) cree ser un concertista de violín, a pesar de que no sabe tocar el violín. Mrs. Paddy, a quien su marido ordenó "cállate" años antes, apenas abre la boca salvo para enunciar las cosas que odia (incluida la electricidad) y cree ser un gran artista, aunque su estilo de pintura es bastante simplista.
De pronto aparecen la señora Ethel Savage (la viuda de un millonario) y sus hijastros y los cinco pacientes salen a espiar al pasillo exterior. Los tres hijastros son Tito (senador de Estados Unidos), Lily Belle (ingenua autoproclamada), y Samuel (juez), habían quedado consternados al descubrir que su madrastra había establecido un fondo financiero con el fin de ayudar a perseguir sus sueños de la gente normel. Sobre la base de su comportamiento "excéntrico" adoptaron la decisión de internarla y tomar control sobre el dinero. Cuando los tres hijastros de Ethel se van, los cinco internos se presenten a la señora Savage. Poco después, Ethel confiesa a Miss Willie, su enfermera, y al Dr. Emmett, su médico, que ha escondido el dinero para que sus hijastros no puedan encontrarlo.

### Acto II
Los residentes del sanatorio interrogan a Ethel acerca de sus hijastros. Ella revela la triste historia de su desagradable "prole", cuando los hijastros llegan e intentan averiguar el paradero de la fortuna de los Savage. Ethel los engaña a cada uno de ellos dando pistas falsas y los tres se enfrascan en una búsqueda tan inútil como humillante. Ethel finalmente revela que la fortuna, en forma de bonos negociables de medio millón de dólares, está en el interior del oso de peluche del que no se separa nunca. Cuando está a punto de entregarlo, Mrs. Paddy apaga las luces. Tras el caos, y cuando regresa la luz, el dinero ha desaparecido.

### Acto III
El personal comienza a buscar a Mrs. Paddy. Cuando aparece, resulta no tener los bonos. Tanto Jeff como Florence falsamente confiesan tener los bonos, quizás en un intento de proteger a quienes ellos creen que es el culpable. Finalmente se encuentran unas cenizas humeantes y creyendo que se trata de los bonos, los Savage se van. Ethel ya es libre para matcharse, y los internos se apresuran a recoger su regalo de despedida. Miss Willie revela que en realidad es la esposa de Jeff, y que cogió los bonos y se los devuelve a la Señora Savage. Mrs. Paddy (gablando largo y tendido por primera vez en años) confiesa a la Señora Savage el cariño que la tiene y que desearía que no se fuera. Hannibal comienza con dificultad a tocar una sintonía al violín. Mrs. Paddy apaga las luces de nuevo, y cuando vuelve a haber luz, Hannibal sigue tocando pero a la perfección, al igual que Jeff en el piano. Mrs. Paddy ha pintado un maravilloso paisaje marino. Fairy  es tan hermosa como ella misma se ve, y Florence tiene un hijo real. La Señora Savage abandona el lugar, dejando a los internos en su "mundo de cáscara de huevo."

## Representaciones destacadas
- Martin Beck Theatre, Broadway, Nueva York, 24 de octubre de 1950. Estreno.
  - Dirección: Peter Glenville.
  - Intérpretes: Lillian Gish (Ethel), Flora Campbell (Miss Wilhelmina), Isobel Elsom (Florence), Robert Emhardt (Hannibal), Lois Hall (Fairy May), Gladys Henson (Mrs. Paddy), Marta Linden (Lily Belle), Brandon Peters (Titus), Hugh Reilly (Jeffrey), Sydney Smith (Dr. Emmett), Howard Wendell (Samuel).

- Teatro María Guerrero, Madrid, 1959.
  - Traducción: Javier Regás.
  - Dirección: Claudio de la Torre.
  - Intérpretes: Mercedes Prendes (Ethel), Montserrat Blanch  (Mrs. Paddy), Ángel Picazo (Aníbal), Esperanza Grases, Lina Rosales, María Rus, Conchita Leza, Gabriel Llopart, Ricardo Garrido, Luis Roses, Pedro Sempson.

- Televisión española. Estudio 1, 23 de abril de 1968.
  - Dirección: Juan Guerrero Zamora.
  - Intérpretes: Mercedes Prendes, Luisa Sala, Nuria Torray, María del Puy, Alfonso del Real, Paco Morán, Rafael Navarro.